# Південний нафтогазоносний регіон України

Південний нафтогазоносний регіон України

Південний нафтогазоносний регіон України — охоплює Західне та Північне Причорномор'я, Північне Приазов'я, Крим, українські зони Чорного і Азовського моря. Адміністративно включає Одеську, Миколаївську, Херсонську, Запорізьку і частково Донецьку області та Автономну Республіку Крим.
Площа — 290,6 тис. км², в тому числі акваторій — 123, 5 тис. км². Станом на початок 1999 р. виявлено 39 родовищ: 10 нафтових, 7 газоконденсатних, 22 газових.

## Структура регіону
У складі південного нафтогазоносного регіону України виділяють:
- Балтійсько-Переддобрудзька нафтогазоносна провінція
  - Переддобрудзька нафтогазоносна область
    - Алуатсько-Тузловський нафтогазоносний район (2 нафтових родовища, 10 перспективних структур)
    - Нижньопрутсько-Кілійський нафтогазоносний район (10 перспективних структур)
- Причорноморсько-Північнокавказько-Мангишлацька нафтогазоносна провінція
  - Причорноморсько-Кримська нафтогазоносна область
    - Таврійський газоносний район (3 перспективних структури)
    - Чорноморсько-Північнокримський нафтогазоносний район (22 газових і нафтових родовища, 36 перспективних структур)
    - Каламітський перспективний район (5 перспективних структур)
    - Придунайський нафтогазоносний район (6 перспективних структур)

  - Азовсько-Березанська нафтогазоносна область
    - Північноазовський перспективний район (1 газове родовище, 12 перспективних структур)
    - Центральноазовський газоносний район (2 газових родовища, 6 перспективних структур)

  - Індоло-Кубанська нафтогазоносна область
    - Північносивасько-Тимашовський перспективний район
    - Тамансько-Північнокерченський нафтогазоносний район
    - Південнокерченський нафтогазоносний район
    - Сорокінсько-Суботінський нафтоносний район (1 нафтове родовище, 11 перспективних структур)

  - Чорноморська перспективна область
    - Західночорноморський перспективний район
    - Східночорноморський перспективний район

## Історія освоєння

Літостратиграфічні розрізи Переддобрузької (1), Причорноморсько-Кримської (2) та Індоло-Кубанської (3) нафтогазоносних областей

Надра півдня України здавна відомі як вмістилище природних вуглеводнів. Про це свідчать, зокрема, амфори з нафтою в могильниках Боспорського царства (4-2 тис. р. до н. е.), знайдені на Керченському півострові.
Буріння перших неглибоких свердловин поблизу природних виходів нафти на земну поверхню на Керченському півострові (1864 р.) значних результатів не дало, однак на окремих площах було створено невеликі нафтопромисли з видобутку нафти.
У 20-х роках XX ст. під керівництвом А. Д. Архангельського виконані науково-дослідні роботи з вивчення стратиграфії і тектоніки Керченського півострова, оцінки його нафтогазоносності.
У 1935–1937 рр. В. В. Колюбинською, Г. О. Личагіним та М. В. Муратовим узагальнено геологічний матеріал по всьому Кримському півострову і складено геологічну карту масштабу 1:100000. Визначено головні напрямки пошуково-розвідувальних робіт на нафту і газ на Керченському півострові і рекомендовані структури, перспективні у відкладах міоцену і майкопської серії (Борзівська, Малобабчинська, Карлеутська, Мошкарівська, Атласька). Бурові роботи велися створеним у 1933 р. трестом "Кримнафтогаз". Видобуток нафти відновлений у 1921 р. на Чонгелецькій (Приозерній) та Мошкарівській площах. З 1936 р. Краснодарською геофізичною конторою розпочато електророзвідувальні дослідження на Керченському півострові. Видобуток нафти (доволі незначний) на той час здійснювався лише на двох родовищах.
У 1944 р. створено трест «Кримнафтогазрозвідка», що дозволило збільшити обсяги пошукового буріння, охопити нові райони, включаючи Рівнинний Крим і Північне Причорномор'я, а також розширити стратиграфічний діапазон досліджуваних відкладів. У цей період комплексні геофізичні роботи стають основою для нових геологічних побудов. За даними гравіметричної зйомки (1946–1952 рр.) складено зведену карту аномалій сили тяжіння масштабу 1:500000 для Рівнинного Криму (Н. В. Біркган). У 1947–1949 рр. проведена геомагнітна зйомка масштабу 1:200000 (А. Г. Курнишов). Значну роль у розвитку нафтогазопошукових робіт відіграли сейсмічні дослідження методом відбитих хвиль (МВХ), які обов'язковою і достатньою підставою для постановки пошукового буріння на нафту і газ на локальних об'єктах.
У 1944 — 1960 рр. пошуки родовищ вуглеводнів поширюються і на інші регіони Криму і Присивашшя, зростають їх стратиграфічний обсяг до відкладів нижньої крейди включно і глибина буріння. Однак родовищ, які б мали промислове значення, виявлено не було. Лише на Керченському півострові збільшився фонд дрібних родовищ (Мисове, Малобабчицьке, та ін.).
Перший фонтан газу в Рівнинному Криму отримано на Задорненській площі з утворень палеоцену у 1960 р. Згодом були відкриті Октябрське нафтове та Глібовське і Карлавське газові родовища (1961 р.). Протягом 60-х років XX ст. геофізичними роботами виявлені пастки не лише в палеоценових, але і в майкопських відкладах. Глибоким бурінням відкрито ще ряд родовищ газу. Все це дозволило прокласти перші в Криму газопроводи (1966–1967 рр.) з Глібовського родовища до Євпаторії, Сак, Сімферополя, Бахчисарая та Севастополя. Пізніше були підключені інші газові родовища і вся система газопостачання Криму з'єднана з загальноукраїнською (1976 р.)
Наприкінці 60-х на початку 70-х років XX ст. з'явились перші узагальнюючі роботи з геологічної будови Криму і Причорномор'я (М. Ф. Скопіченко, В. Л. Гуревич, М. В. Чирвинська, В. Б. Соллогуб), які ґрунтувалися на геофізичних даних. Активну участь у дослідженні регіону крім працівників тресту «Кримнафтогазрозвідка» брали співробітники інших НДІ. Різко, майже на порядок, збільшився обсяг пошуково-розвідувального буріння та глибини свердловин. Зріс фонд геофізичних досліджень.
На початок 70-х років XX ст. на північно-західному шельфі Чорного моря сейсмічними дослідженнями було підготовлено ряд структур під глибоке буріння, і у 1975 р. на піднятті Голіцина зі свердловини № 7 отримано перший фонтан газу на Чорноморському шельфі України. Менше ніж через рік, у 1976 р., отримано приплив газу зі свердловини Північно-Керченська № 1 в Азовському морі.
З 1970 по 1990 рік у північно-західній частині шельфу Чорного моря геофізичними методами було виявлено близько 46, а в акваторії Азовського моря — 22 перспективних структури. У 1979 р. створено спеціалізована установа для пошуково-розвідувального буріння в акваторіях УРСР ПО «Чорноморнефтегазпром» (зараз ДАТ «Чорноморнафтогаз»).
На теренах Західного Причорноморя починаючи з 1946 р. буріння встановлені численні газопрояви. З 1946 по 1954 рік пошуками нафти і газу тут займалися різні організації — Молдавські нафторозвідувальна і геофізична експедиції, Молдавська контора розвідувального буріння, Українська геофізична експедиція, Українсько-Молдавська експедиція Московського філіалу ВНДГРІ. Завдяки цим дослідженням отримані перші уявлення про глибинну будову Дністровсько-Прутського межиріччя. Однак пошуки нафти і газу не дали позитивних результатів, і з 1954 р. їх припинили.
Принципово важливим для стратегії пошуків вуглеводнів у Західному Причорномор'ї стало відкриття у 1983 р. Східно-Саратського нафтового родовища в карбонатних середньодевонських породах. Ця подія змінила думку багатьох дослідників про перспективність цієї НГО. Пізніше відкрито Жовтоярське нафтове родовище та невеликі поклади вуглеводнів на Білоліській та Сариярській площах.
Станом на грудень 2007 р. пошукових свердловин глибиною більше 5 км на акваторіях в межах даного району немає.

## Стратиграфічний нарис
Стратиграфічий розріз півдня і акваторій України представлений породами архею, протерозою і фанерозою. Архейські і протерозойські метаморфічні та магматичні утворення розкриті свердловинами в Північному Причорномор'ї і Приазов'ї у фундаменті Східноєвропейської платформи. Здогадно верхньодокембрійські -нижньопалеозойські сланці та магматичні комплекси виявлені глибоким бурінням у складчастій основі так званої «Скіфської плити», яку в Криму переважно утворюють імовірно палеозойські, тріасові та місцями юрські породи. На півдні Одеської області і суміжному чорноморському шельфі основну частину платформового чохла складають палеозойсько-тріасові відклади. В інших районах домінують мезозойські і кайнозойські осадові породи, потужність яких максимальна (понад 8 км) в акваторіях Чорного і Азовського морів та деяких ділянках Тарханкутського і Керченського півостровів (5-7 км).
У Західному Причорномор'ї на породах фундаменту залягає піскувато-глиниста товща (до 2 км) венду-нижнього кембрію, яка незгідно перекрита вапняками і доломітами силуру. ЇЇ розріз починається пачкою світло-сірих пісковиків і алевролітів потужністю 30-40 м, вище якої залягають темно- і зеленкувато-сірі та фіолетово-бурі аргіліти, туфоаргіліти з прошарками туфітів, алевролітів і пісковиків потужністю до 750 м. Вона перекривається пластом тонкого чергування пісковиків, алевролітів та аргілітів переважно зеленкувато-і темно-сірого, у верхах розрізу червоного забарвлення потужністю до 650 м.
Нижньокембрійські відклади зустрінуті лише на обмеженій ділянці молдовської частини Західного Причорномор'я і представлені балтійською серією. Вона складена сірими аргілітами, алевролітами, пісковиками, зрідка гранітними інтрузіями, загальною потужністю до 280 м.
Утворення ордовіку поширені приблизно в тому ж районі, що і нижньокембрійські, преркриваючи їх трансгресивно. Вони представлені світлими кварцитоподібними пісковиками з прошарками темніших аргілітів. Їх потужність не перевищує 30 м.
Силурійські відклади розвинуті майже на всій території Західного Причорноморя і острові Зміїний, де залягають трансгресивно на породах пізньопротерозойського, місцями кембрійського або ордовицького віку. У найповніших розрізах простежуються всі яруси нижнього та верхнього відділів: ландоверійський, венлоцький, лудлов та даунтон, загальною потужністю до 610–660 м. У більшості розрізів вони складені сірими і темно-сірими пелітоморфними та органогенно-детритовими глинистими, зрідка доломітизованими вапняками і мергелями з проверстками аргілітів. У південних районах карбонатні утворення змінюються отнорідною товщею чорних аргілітів з рідкими прошарками мергелів і глинистих вапняків.
Молодші потужні (понад 2500 м) відклади тут представлені в цілому піскувато-глинистою, сульфатно-карбонатною і переважно карбонатною товщами відповідно нижнього, середнього і верхнього девону, які залягають, як правило, без помітних ознак перерви на силурійських породах. Нижній девон у складі жединського. зигенського і емського ярусів представлений здебільшого темно-та зеленувато-сірими аргілітами з тонкими прошарками мергелів, глинистих вапняків, зрідка алевролітів і пісковиків. У південно-східних районах Переддобружжя і на о. Зміїний у нижній частині товщі аргіліти заміщаються мергелями та вапняками. Потужність нижнього девону сягає 1460 м.
Середньо-верхньодевонський розріз представлений всіма ярусами. Ейфельський повсюдно складений сірими і буровато-сірими доломітами та ангідритами потужністю до 500 м. Живетський, франський і фаменський яруси на заході регіону складені переважно доломітизованими вапняками, а на узбережжі та, очевидно, в акваторії — доломітами, вапняками й ангідритами. Зустрічаються прошарки мергелів, аргілітів, зрідка пісковиків сірого і темно-сірого кольору. Загальна потужність досягає 1220 м.
У будові камяновугільної системи в східній частині Західного Причорномор'я беруть участь карбонатні утворення турнейського-нижньовізейського і теригенно-глинисті — верньовізейського-серпухівського ярусів, сумарною потужністю 1200 м. Вони згідно залягають на верхньодевонських відкладах. Найповніші їх розрізи виявлені у північно-східних районах Переддобружжя та прогнозуються в прилеглій акваторії. Турнейський ярус і нижня половина візейського тут представлені сірими і темно-сірими різною мірою глинистими вапняками, іноді доломітами й ангідритами, потужністю до 560 м, верхня частина візейського і серпуховський яруси — темно-сірими аргілітами, сірими алевролітами і пісковиками з тонким прошарками кам'яного вугілля і, зрідка, вапняків. Потужність вугленосної товщі досягає 650 м. На заході Переддобрудзького прогину розріз нижньокамяновугільних утворень сильно скорочений. Тут простежуються тільки карбонатні породи турнейського та візейського ярусів, потужнітю до 320 м.
Нижньокамяновугільні відклади незгідно перекриті нижньотріасовими червоноколірними континентальними утвореннями, потужністю до 1000–1200 м, з пачками вулканогенних різновидів. Вони залягають трансгресивно, з кутовою незгідністю на породах ранньокамяновугільного віку і представлені червоноколірними пісковиками, алевролітами й аргілітами з прошарками гравелітів, конгломератів та вулканітів. У районі сіл Татарбунари — Фурманівка, останні відіграють у розрізі істотну, а місцями навіть головну роль. На крайньому північному заході Переддобрудзького прогину (Баймаклійська, Готештська, Голубойська площі) поряд з піскувато-глинистими породами поширені карбонатні та сульфатні. Потужність їх сягає 1300 м.
В інших районах півдня України утворення даного віку достовірно не встановлені. Деякі стратиграфи відносять до палеозойських зеленувато-сірі аргіліти, алевроліти, пісковики, гравеліти та дрібногалькові конгломерати під умовно юрськими або нижньокрейдовими відкладами в північно-західному Приазов'ї. Також слабо обґрунтований палеозойський вік докрейдового комплексу порід (скадовська світа), розкритий у Північному Причорномор'ї на Скадовській площі розвідувальною свердловиною Скадовська-1. Він представлений червоноколірними плямистими різнозернистими пісковиками з прошарками гравелітів, зрідка алевролітів та аргілітів, загальною потужністю 436 м.
Мезозойські морські відклади тріасу, юри і крейди поширені лише в Північно-Західному причорноморї, і західній частині північно-західного шельфу Чорного моря до Одеського розлому. Серед осадів середнього-верхнього тріасу на заході регіону переважають карбонатні фації, на сході — піскувато-глинисті. У Гірському Криму останні разом заргілітами, алевролітами іпісковиками утворюють флішоїдну таврійську серію, вік якої одні дослідники визначають як верхньотріасовий — нижньоюрський, інші — нижньокрейдовий.
У будові середньотріасової частини розрізу в придунайській зоні беруть участь світло-сірі та сірі з різними відтінками вапняки, доломіти, мергелі, подекуди аргіліти і пісковики. Їх загальна потужність перевищує 300–350 м.
Відклади верхнього тріасу у цьому ж районі представлені карнійським та норійським ярусами. Вони складені на Старотроянівській площі потужною (3140 м) товщею темно-сірих пелітоморфних, органогенно-пелітоморфних та тонко- і дрібнозернистих мергелів з пластами і окремими пачками світло- і темно-сірих пелітоморфних дрібно-середньозернистих органогенно-детритових вапняків, тонкими прошарками сірих та темно-сірих різновідсортованих пісковиків і алевролітів. У верхах розрізу зустрічаються аргіліти і подекуди ангідрити.
У південно-східному напрямку (с. Десантне) кількість і потужність карбонатних і глинисто-карбонатних утворень зменшуються. На крайньому північному заході Переддобруджя (с. Муразліївка) під середньоюрськими відкладами розвідувальними свердловинами розкриті сірі аргіліти, мергелі та вапняки пізньотріазового віку, потужністю понад 127 м.
Кайнозойський комплекс (потужністю до 2200 м) представлений переважно вапняками і мергелями палеоцену, глинами нижнього і мергелями середнього-верхнього еоцену, а також в основному глинистими породами майкопської серії (верхній олігоцен — нижній міоцен).
У північно-західному Криму і прилеглому півінічно-західному шельфі (площі Голіцина, Шмідта та ін.) у розрізі палеоцену переважають вапняки та мергелі, а на Керченському півострові — глини, мергелі і вапняки з тонкими проверстками алевролітів. На сході рівнинного Криму, у Присивашші, Північному Причорномор'ї та північно-західному Привзовї поширені мілководні утворення — детритові піскуваті вапняки і мергелі з прошарками алевролітів та пісковиків. Місцями теригенні різновиди переважають. В зоні Середньо азовського підняття палеоценові відклади відсутні. У західному Причорномор'ї палеоцен палеонтологічно визначений тільки в районі с. Мирне і представлений мергелями. Потужність палеогенових відкладів змінюється у широкому діапазоні, сягаючи на Тарханкутському півострові 400 м.
Розріз нижнього еоцену північно-західного Криму, прибережної зони Північного Причорномор'я і на прилеглій акваторії складений темно- та зеленкувато-сірими вапнистими глинами, іноді глинистими мергелями. На Керченському півострові і, ймовірно, сусідніх акваторіях поширені не вапнисті аргіліти. В інших районах нижній еоцен представлений більш мілководними фаціями — зеленуватими піскуватими глинами з прошарками алевролітів, пісковиків та мергелів. Потужність порід невелика, як правило не перевищує 30-50 м. Тільки на Тарханкутському півострові і північно-західному шельфі Чорного моря вона збільшується до 100–150 м.

## Тектоніка

Геологічні розрізи через Південний нафтогазоносний регіон України

На даний час існують дві групи дослідників, які по-різному уявляють собі тектонічну будову півдня України. Перші — послідовники М. В. Муратова, який у 1955 р. виділив між південним краєм докембрійської Східноєвропейської платформи та альпійськими спорудами Карпат, Балкан, Криму, Кавказу і Копетдагу область палеозойсько-ранньомезозойської складчастості (Скіфська плита). Однак інша група дослідників, представником яких є І. В. Попадюк піддають нищівній критиці як розміщення границь Скіфської плити, вік її складчастої основи, так і вплив розломної тектоніки фундаменту на формування структури осадового чохла, границі структурних елементів останнього, і, зрештою, виділення як такої «Скіфської плити», як окремого тектонічного елементу в центральному та східному Причорномор'ї.
Тектонічна схема структурних елементів осадового комплексу території півдня України і прилеглих морських акваторій (за Муратовим М. В., Денегою Б. І., Богайцем О. Т., Полухтовичем Б. М., Захарчуком С. М., та ін.) включає такі основні тектонічні елементи:
- Східноєвропейська древня платформа
  - Молдовська монокліналь
  - Південно-Українська монокліналь
- Скіфська молода плита
  - Переддобруджинський прогин
  - Каркінітсько-Північнокримський грабеноподібний прогин
  - Північно-Азовський прогин
  - Крайовий уступ
  - Нижньопрутський виступ
  - Вал Губкіна
  - Каламітсько-Центральнокримське мегапідняття
  - Середньоазовське підняття (вал)
- Альпійська складчаста споруда Гірського Криму
  - Альмінська западина
  - Індоло-Кубанський крайовий прогин
- Чорноморська глибоководна западина
  - Західно-Чорноморська улоговина
  - Східно-Чорноморська улоговина
  - Вал Андрусова

Згадані тектонічні елементи у процесі формування зазнали неодноразової перебудови. Тому осадовий чохол має складну будову, а границі структурних елементів по різних комплексах не завжди збігаються.
На південному зануренні Східноєвропейській платформи, враховуючи будову поверхні кристалічного фундаменту, повноту і потужність розрізів осадового чохла, чітко виділяють два райони: західний (Молдовська монокліналь) і східний (Південно-Українська монокліналь), границя між якими проводиться по Одеському глибинному розлому.
На південь від Південно-Української монокліналі у межах дискусійної «Скіфської плити» простягаються різновікові прогини, приурочені до складнопобудованої зони зчленування древньої східноєвропейської платформи і молодої «Скіфської плити». Прогини виповнені платформовими відкладами різних стратиграфічних діапазонів; вони залягають на різновіковому фундаменті або на дочохольних утвореннях, тектонічна природа яких до сих пір нез'ясована.
У Західному Причорноморї виділяється Переддобрудзький грабеноподібний прогин заповнений товщею вендських, палеозойських і тріасових відкладів, на яких з розмивом залягають породи юри і крейди. На схід від нього знаходиться Каркінітсько-Північнокримський грабеноподібний прогин, виповнений в основному крейдово-палеогеновими відкладами.
Крайовий уступ простежується на захід від Каламітсько-Центральнокримського мегапідняття.
Північно-Азовський прогин через Чингульську сідловину сполучається з північно-східним закінченням Каркінітсько-Північнокримського прогину. Деякі дослідники вважають що обидва прогини є однією протяжною грабеноподібною структурою, яка накладена на південне занурення складчастого фундаменту Східноєвропейської платформи.
На південь від описаної системи прогинів розміщена смуга піднятого залягання складчастої основи платформи, яка чікто виражена в структурі осадового чохла. До неї входять (з заходу на схід): Нижньопрутський виступ, вал Губкіна, Каламітсько-Центральнокримське мегапідняття та Середньоазовське підняття.
Нижньопрутський виступ займає південно-західний кут Дністровсько-Прутського межиріччя і є північно-західним зануренням Північної Добруджі, що перекрите малопотужним чохлом неоген-антропогенових утворень.
Вал Губкіна обмежує з півдня Переддобрудзький прогин. На південному заході він по глибинному розлому Георгіївського гирла Дунаю приєднується до Північної Добруджі, а на сході — занурюється, замикаючись біля Одеського глибинного розлому.

## Нафтогазоносність

Схема нафтогазогеологічного районування Південного нафтогазоносного регіону України

У Причорномор'ї виділяють вісім нафтогазоносних і перспективних комплексів (згори донизу):
- середньоміоценово-пліоценовий (N1-N2)
- олігоценово-нижньоміоценовий (майкопський) (E3-N1)
- палеоценово-еоценовий (E1-E2)
- нижньокрейдовий (K1)
- юрський (J)
- пермсько-тріасовий (P-T)
- силурійсько-кам'яновугільний (S-C)

Силурійсько-кам'яновугільний комплекс порід є перспективним у межах Переддобрудзького прогину і прилеглій до нього з півночі вузькій смузі схилу Східноєвропейської платформи на захід від Одеського розлому.
У результаті пошуково-розвідувальних робіт відкриті невеликі Східно-Саратське та Жовтоярське нафтове родовища. Окрім того, припливи важкої в'язкої нафти отримані зі свердловин на Білоліській, Розівській, Саратській, Сариярській і Ярославській площах та горючого газу на Жовтоярській структурі.
Породи-колектори переважно представлені у силурійській та середньодевонсько-візейській частинах розрізу, складених в основному органогенно-уламковими, дрібнозернистими та пелітоморфними вапняками і доломітами. Їх щільність становить 2640–2720 кг/м3, відкрита пористість 0,23-7,42 %, частіше — 1-3 %.Медіанне значення відкритої пористості 3,1 %. Міжзернова проникність не більше 0,0001 мкм2, тріщинна — 0,8303 мкм2. Каверни, вторинні пори і тріщини також підвищують ємнісні властивості порід. Про наявність добрих колекторів у даній частині розрізу свідчать припливи пластових вод, що досягали 240 м3/добу.
У переважно глинистих породах нижнього девону і верхньої частини нижнього карбону, які є відповідно субрегіональною та зональною покришками, зустічаються прошарки і пачки пісковиків та алевролітів, колекторські властивості яких практично не вивчені. До зональних та локальних екранів відносять окремі пачки серед карбонатних порід середньодевонсько-візейського віку, збагачені сульфатними та глинистими різновидами. В акваторії Чорного моря у палеозойських відкладах станом на 1994 р. сейсморозвідкою виявлені дві структури — Медуза та Катран. На глибинах до 3 км у товщі палеозою очікуються нафтові поклади, в інтервалі 3-5 км — нафтові і частково газові (2:1), а нижче 5 км — переважно газові.
Нафтогазоносними є г.п. силурійсько-кам'яновугільного комплексу (Переддобрудзька область), породи від нижньої крейди до міоцену, зокрема тріщинуваті органогенно-детритові вапняки палеоцену, пачки піщано-алевролітових порід (Причорноморсько-Кримська область), майкопська товща, рідше нижньокрейдові, еоценові та неогенові відклади (Азовсько-Березанська область), еоценові та майкопські г.п. (Індоло-Кубанська область).
Перспективними в Чорноморській обл. вважаються неогенові г.п. до глибин 5-7 км. Розподіл ресурсів такий (млн т умовного палива): Зах. Причорномор'я — 78,3; Північне Причорномор'я — 23,0; Північний Крим — 54,0; Керченський півострів — 128,7; північно-західний шельф Чорного моря — 604,1; континентальний схил і глибоководна западина Чорного моря — 346,0; прикерченський шельф Чорного моря 257,0; шельф Азовського моря — 324,8. Переважна частина ресурсів вуглеводнів шельфу припадає на глибини до 100 м. Промисловий видобуток газу в П. Н. Р. У. розпочато в 1966 р., нафти — в 50-і роки ХХ ст. З початку розробки видобуто близько 0,07 млн т нафти, понад 17 млрд м3 газу і 0,25 млн т — газового конденсату.

## Розробка родовищ
Промисловий видобуток нафти на території Керченського півострова розпочато у 50-х роках XX ст. Мошкарівському, Владиславівському і Куйбишевському нафтових промислах. Дебіти свердловин були малі і з часом їх експлуатація була припинена. У 1983 р. після застосування досконаліших технологій розкриття пластів та інтенсифікації припливів розробку цих родовищ відновлено.
Промисловий видобуток газу в регіоні розпочато у 1966 р. на Глібівському газоконденсатному родовищі. В наступні роки введені у розробку Задорненське (1967 р.) і Джанкойське (1970 р.), що уможливило довести видобуток у 1972 р. до 853,5 млн м³. Далі він поступово зменшувався до 215,8 млн м³ у 1981 р.

## Стан запасів і ресурсів вуглеводнів
На 01.01.1994 р. початкові сумарні видобувні ресурси Південного нафтогазоносного регіону становили 1812,9 млн т умовного палива, у тому числі на суші 281,0 млн т і в акваторіях 1531,9 млн т; з них відповідно нафти — 22,3 млн т і 115,0 млн т, вільного газу — 231,0 млрд м³ і 1294,9 млрд м³, розчиненого газу тільки на морях — 22,0 млрд м³, конденсату — 27,7 і 100,0 млн т.

## Напрямки геологорозвідувальних робіт на нафту та газ
У межах півдня і акваторій України нафтогазопошукові роботи проводяться в Індоло-Кубанському, Каркінітсько-Північнокримському прогинах та Прикерченському шельфі Чорного моря.

## Південний нафтогазоносний регіон України в умовах окупації 2014-...
З анексією Криму у 2014 р. Південний нафтогазоносний регіон України контролюється українськими підприємствами тільки частково. Натомість українські нафтовидобувні потужності захоплені російськими загарбниками. Водночас, загарбники мають проблеми з організацією і фінансуванням нафтогазовидобувних робіт в регіоні. Так, у 2017 р. федеральне агентство РФ  з надрокористування задовольнили клопотання «Роснафти» про припинення дії ліцензії на розвідку та видобуток нафти на ділянці у східній частині акваторії Чорного моря. Проект визнали економічно неефективним в умовах «негативної макроекономічної кон'юнктури» і дію обмежувальних заходів проти РФ.